# Lois Smith
Lois Smith (Topeka (Illinois), 3 november 1930), geboren als Lois Arlene Humbert, is een Amerikaanse actrice.

## Biografie
Smith heeft gestudeerd aan de Universiteit van Washington in Seattle. Van 1948 tot en met 1970 was zij getrouwd en heeft hieruit een dochter (1958).

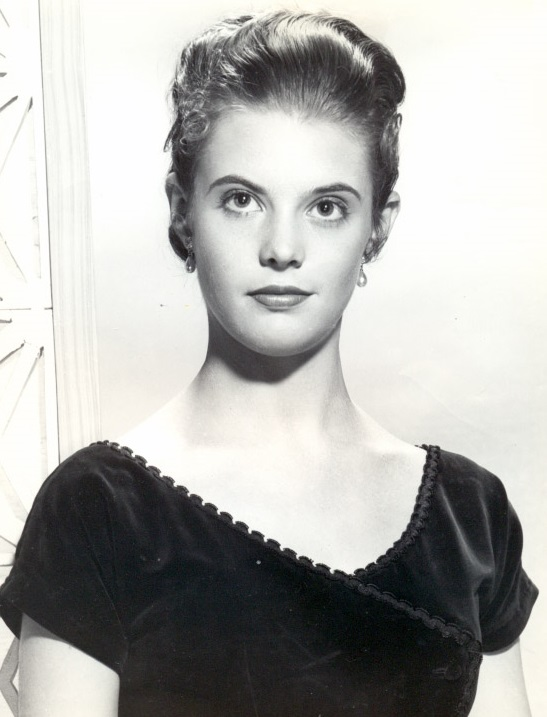
Lois Smith in 1955

## Filmografie

### Films
Selectie:
- 2021: The French Dispatch - als Upshur "Maw" Clampette
- 2017: Lady Bird - als sister Sarah Joan
- 2016: The Comedian - als Miriam
- 2016: The Nice Guys - als mrs. Glenn
- 2015: Run All Night - als Margaret Conlon
- 2006: Hollywoodland – als Helen Bessolo
- 2002: Minority Report – als dr. Iris Hineman
- 2001: The Pledge – als Helen Jackson
- 1996: Twister – als Meg Greene
- 1995: Dead Man Walking – als moeder van Helen
- 1995: How to Make an American Quilt – als Sophia
- 1993: Falling Down – als mrs. Foster
- 1991: Fried Green Tomatoes – als Mama Threadgood
- 1990: Green Card – als moeder van Brontë
- 1988: Midnight Run – als mrs. Nelson
- 1987: Fatal Attraction – als Martha
- 1987: Black Widow – als Sara
- 1984: Reckless – als mrs. Prescott
- 1981: Four Friends – als mrs. Carnahan
- 1976: Next Stop, Greenwich Village – als Anita Cunningham
- 1970: Five Easy Pieces – als Partita Dupea
- 1955: Strange Lady in Town – als Spurs O'Brien
- 1955: East of Eden – als Anne

### Televisieseries
Uitgezonderd eenmalige gastrollen.
- 2019 - 2020 Ray Donovan - als Dolores - 4 afl.
- 2019 On Becoming a God in Central Florida - als Mimi Waldenstock - 2 afl.
- 2019 The Son - als Jeanne Anne McCullough - 5 afl.
- 2018 Sneaky Pete - als Eerwaarde Ethel Landry - 2 afl.
- 2017: Grace and Frankie - als mrs. Hanson - 2 afl.
- 2008 – 2014: True Blood – als Adele Stackhouse – 12 afl.
- 2012: Ruth & Erica – als Ruth – 7 afl.
- 2010: Desperate Housewives – als Allison Scavo – 2 afl.
- 2007: ER – als Gracie – 4 afl.
- 2003 – 2004: One Life to Live – als Betsy Cramer - 15 afl.
- 1983: Another World – als Ella Fitz - ? afl.
- 1983: The Edge of Night – als mrs. Oates - 7 afl.
- 1975 – 1977: The Doctors – als Eleanor Conrad - 253 afl.
- 1972 – 1974: Somerset – als Zoe Cannell - ? afl.
- 1972: Love of Life – als mrs. Bendarik - ? afl.

## Theaterwerk opBroadway
- 2019 - 2020 The Inheritance - als Margaret
- 1996 Burried Child – als Halie
- 1990 The Grapes of Wrath – als Ma
- 1978 Stages – als Sylvia / Blonde zuster / verpleegster
- 1973 – 1974 The Iceman Cometh – als Cora
- 1963 Bicycle Ride to Nevada – als Lucha Moreno
- 1958 Edwin Booth – als Mary Devlin
- 1957 Orpheus Descending – als Carol Cultere
- 1955 The Young and Beautiful – als Josephine Perry
- 1955 The Wisteria Trees – als Antoinette
- 1952 – 1953 Time Out for Ginger – als Joan